# Chaccha (Lima)
Chaccha es una localidad peruana ubicada en el distrito de Canta, perteneciente a la provincia homónima del departamento de Lima, al centro oeste del Perú. 

## Ubicación
Chaccha se ubica al noreste de la provincia de Canta, en el distrito de Canta, en el departamento de Lima.

## Demografía
En 2017 Chaccha tenía una población de 1 habitante y 1 vivienda.
| Gráfica de evolución demográfica de Chaccha entre 1993 y 2017 |
|                                                               |
| Fuentes: Población 1993 y 2017                                |